# Lagos

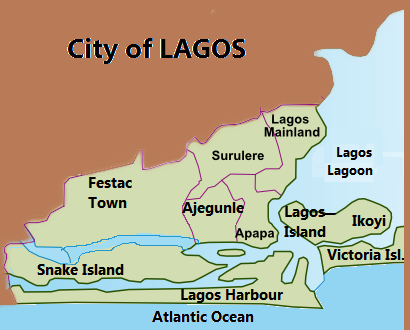
Suddivisione amministrativa di Lagos

Lagos (AFI: /ˈlaɡos/; in inglese: [ˈleɪɡɒs]; in yoruba Èkó) è una città della Nigeria di 16 348 100 abitanti, che conta pertanto la seconda area urbana più popolosa dell'Africa dopo quella del Cairo. La sua area metropolitana supera i 21 milioni di abitanti, risultando la quattordicesima più popolosa al mondo e la più popolosa tra le città africane. Capitale fino al 1991 quando la sede del governo fu spostata ad Abuja, resta il centro commerciale ed economico dello Stato. La città si sta rendendo protagonista di un'enorme crescita demografica negli ultimi anni, tanto da essere stata considerata prima città in Africa e settima nel mondo per velocità della crescita demografica, oltre che essere stata la quarta città al mondo per popolazione, dopo le megalopoli cinesi Chongqing, Shanghai e Pechino.

## Geografia fisica

### Territorio
Il principale centro amministrativo e commerciale di Lagos è l'isola omonima, collegata alla terraferma da tre larghi ponti: Eko Bridge, Carter Bridge e Third Mainland Bridge.
Le isole di Ikoyi e Victoria sono collegate a quella di Lagos Island.
Le principali strutture portuali si trovano ad Apapa che fronteggia la Lagos Island. Altri distretti in terraferma includono Ebute-Metta, Surulere, Yaba (sede della Lagos University), Mushin, e Ikeja, dove ha sede il Murtala Mohammed International Airport.

### Clima
Lagos si trova appena 6° a nord dell'equatore, e questo conferisce al suo clima un'elevata costanza nel valore delle sue temperature. Tanto che tra la temperatura massima media dei suoi mesi più caldi, gennaio e febbraio, e quella minima media del suo mese più freddo, settembre, ci sono appena 7 °C di scarto.
Nonostante queste sue caratteristiche il clima della zona non è definibile equatoriale, termine che propriamente si può riferire solo alle zone rivestite da foresta pluviale, ma è principalmente riconducibile alla Classificazione Köppen Aw, che si riferisce al cosiddetto clima tropicale della savana. La stagione umida va da fine marzo a ottobre, quella secca da novembre a marzo. Complessivamente, la città risulta molto piovosa, con le precipitazioni totali annue che superano i 1500 mm.
| Mese                       | Mesi | Mesi | Mesi | Mesi | Mesi | Mesi | Mesi | Mesi | Mesi | Mesi | Mesi | Mesi | Anno  |
| Mese                       | Gen  | Feb  | Mar  | Apr  | Mag  | Giu  | Lug  | Ago  | Set  | Ott  | Nov  | Dic  | Anno  |
| -------------------------- | ---- | ---- | ---- | ---- | ---- | ---- | ---- | ---- | ---- | ---- | ---- | ---- | ----- |
| T. max. media (°C)         | 27   | 30   | 30   | 28   | 28   | 26   | 26   | 26   | 25   | 26   | 28   | 28   | 27,3  |
| T. media (°C)              | 27   | 28   | 28   | 27   | 26   | 25   | 25   | 25   | 26   | 27   | 27   | 27   | 26,5  |
| T. min. media (°C)         | 26   | 27   | 27   | 27   | 26   | 25   | 24   | 24   | 23   | 25   | 26   | 26   | 25,5  |
| T. max. assoluta (°C)      | 33   | 35   | 37   | 38   | 33   | 35   | 31   | 31   | 30   | 32   | 32   | 32   | 38    |
| T. min. assoluta (°C)      | 17   | 20   | 21   | 21   | 21   | 21   | 21   | 20   | 20   | 20   | 20   | 20   | 17    |
| Precipitazioni (mm)        | 13   | 41   | 84   | 146  | 202  | 316  | 243  | 122  | 160  | 125  | 40   | 15   | 1 507 |
| Giorni di pioggia          | 1    | 1    | 3    | 3    | 5    | 8    | 6    | 7    | 9    | 6    | 2    | 2    | 53    |
| Giorni di nebbia           | 16   | 11   | 10   | 9    | 10   | 9    | 8    | 9    | 11   | 13   | 16   | 15   | 137   |
| Umidità relativa media (%) | 59   | 61   | 66   | 68   | 76   | 78   | 0    | 77   | 0    | 74   | 69   | 65   | 57,8  |

## Storia
Costruita sulla terraferma e su una serie di isole che circondano la laguna omonima, Lagos è sempre stata una città molto importante nell'ambito del commercio atlantico. Infatti la sua posizione ne fa uno dei pochi porti naturali della costa atlantica e di conseguenza uno dei luoghi di maggior contatto con gli europei.

### Le origini
Antico nome della città era Eko, che gli Yoruba utilizzano ancora per riferirsi a Lagos. “Eko” significa “campo di guerra”, ma può essere interpretato anche come un termine derivato da “Oko”, che in linguaggio Yoruba significa “fattoria di manioca”. “Lagos”, che in portoghese significa “laghi”, fu un nome dato alla città dai coloni europei. Un'altra spiegazione del nome è l'omonimia con la città portoghese di Lagos, che al tempo delle grandi esplorazione era centro di partenza per grandi spedizioni in direzione del continente africano. Per tutta la sua storia, in questi territori hanno vissuto molti gruppi etnici differenti, spesso in guerra reciproca tra loro. Durante le prime colonizzazioni, attraversò anche un periodo di dominio del Regno del Benin.
Lagos era originariamente abitata dalla tribù Awori dell'etnia Yoruba. Nel XV secolo la zona fu conquistata dall'Impero del Benin e l'isola di Lagos divenne un campo di guerra chiamato "Eko" sotto il dominio dell'Oba Orhogba, a quel tempo Oba del Benin. Da quel momento un altro Oba fu insediato a Lagos, che doveva occuparsi di curare gli interessi del regno del Benin, ma che possedeva comunque una discreta autonomia dal potere centrale. Il primo Oba di Eko fu Ashipa.

### La colonizzazione europea
L'esploratore portoghese Rui de Sequeira esplorò l'area nel 1472, dandole il nome di Lago de Curamo, e i portoghesi vi stabilirono una base di approdo commerciale. Fino all'Ottocento fu un centro importante nel commercio delle spezie, dell'avorio, e soprattutto basava buona parte della sua economia sulla tratta degli schiavi. A gestire la tratta nella zona erano, pur sempre facendo riferimento ai mercanti portoghesi o europei, gli Yoruba, capeggiati dall'Oba di Lagos, il tradizionale sovrano della città.
Nel 1841 la salita al trono dell'Oba Akitoye segnò un'importante svolta nei rapporti di forza ed economici che legavano la città al grande commercio e all'occidente: egli infatti vietò il commercio degli schiavi, ottenendo l'opposizione dei commercianti locali, tra i quali spiccava Madam Tinubu. Questi deposero il re e insiediarono al trono suo fratello, Kosoko. Durante l'esilio Akitoye strinse rapporti con gli inglesi, che avevano vietato il commercio degli schiavi già nel 1807, e ottenne il loro supporto per riconquistare il potere, che riottenne nel 1851, anno in cui ridiventò Oba di Lagos.
Lagos fu formalmente annessa all'impero britannico nel 1861, ma questo evento non intaccò il trono dell'Oba che, pur perdendo tutti i suoi poteri effettivi, rimase, e rimane tuttora, la figura-riferimento della città. Quest'evento ebbe comunque l'effetto di dare la spallata definitiva al commercio degli schiavi e stabilì il controllo britannico sul commercio delle palme e di altri beni. Nel 1887 entrò a far parte della nascente Royal Niger Company, e quando nel 1914 la Nigeria divenne ufficialmente colonia dell'impero britannico, con la creazione del Protettorato della Nigeria, Lagos ne divenne la capitale. Mantenne questo status anche dopo la decolonizzazione, fino al 12 dicembre 1992, quando la capitale fu trasferita ad Abuja.

### Vicende recenti

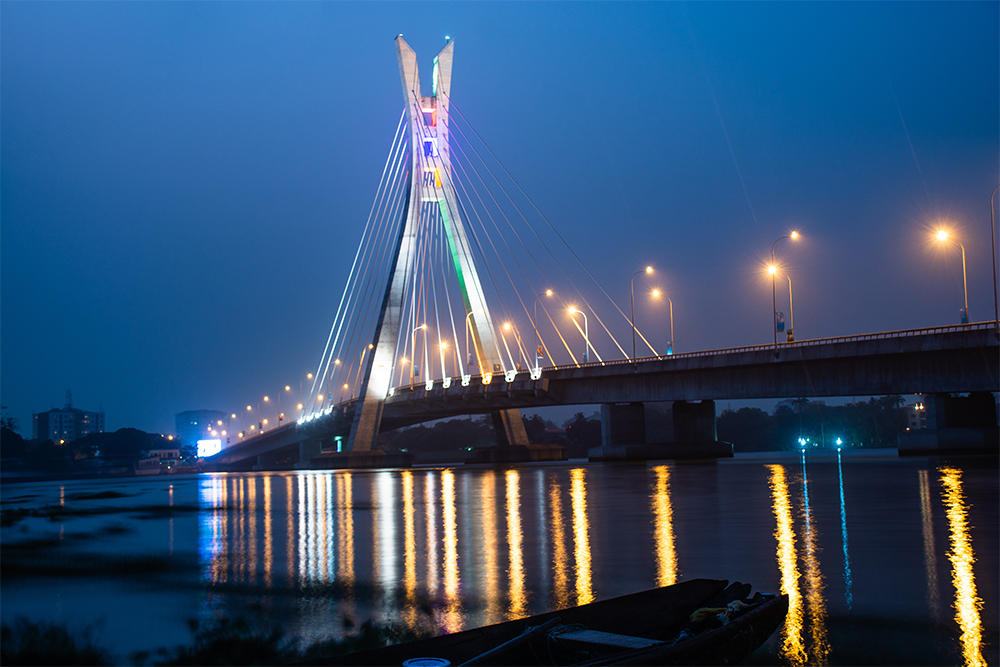
Ponte tra Ikoyi e Lekki

Nell'ultimo secolo è stata oggetto di ingenti flussi migratori, che hanno portato la sua popolazione a crescere enormemente. In particolare, oltre a cittadini provenienti da tutta la Nigeria, si sono insediati nella zona immigrati provenienti dalle altre nazioni dell'Africa occidentale, e molti ex-schiavi creoli provenienti da Freetown in Sierra Leone, dal Brasile e dalle Indie occidentali. Gli immigrati creoli avevano il vantaggio di aver ricevuto un'istruzione di stampo occidentale e di avere una conoscenza del mondo maggiore di chi invece era nato e aveva vissuto sempre a Lagos, portando così un contributo considerevole alla modernizzazione della città, e la loro conoscenza dell'architettura portoghese può ancora essere osservata nell'architettura dell'isola di Lagos.
La città conobbe il suo periodo d'oro nel periodo del boom economico nigeriano, negli anni sessanta, fino allo scoppio della guerra civile nigeriana, combattutasi tra il 1967 e il 1970, nella quale la sua sicurezza fu messa a serio repentaglio dal fatto che le milizie indipendentiste del Biafra giunsero ad appena 200 km dalla città.
Come già citato prima, dal 12 dicembre 1992 la capitale dello Stato venne trasferita da Lagos ad Abuja.
Attualmente Lagos è il centro di un'enorme area metropolitana di oltre 11 milioni di abitanti. Sebbene, pur avendo perso lo status di capitale, rimanga il principale centro finanziario ed economico della Nigeria e sia uno dei più importanti porti dell'Africa occidentale, conserva tutti gli squilibri e le contraddizioni delle grandi metropoli africane. Infatti anche qui sono presenti vaste baraccopoli (come Makoko, demolita nel luglio 2012) prive di fogne e di servizi elementari, che favoriscono la formazione di microcriminalità cittadina e di fenomeni più o meno ampi di gangsterismo, che arrivano talvolta a lambire e a incancrenire la vita politica locale.

## Monumenti e luoghi d'interesse

### Edifici religiosi

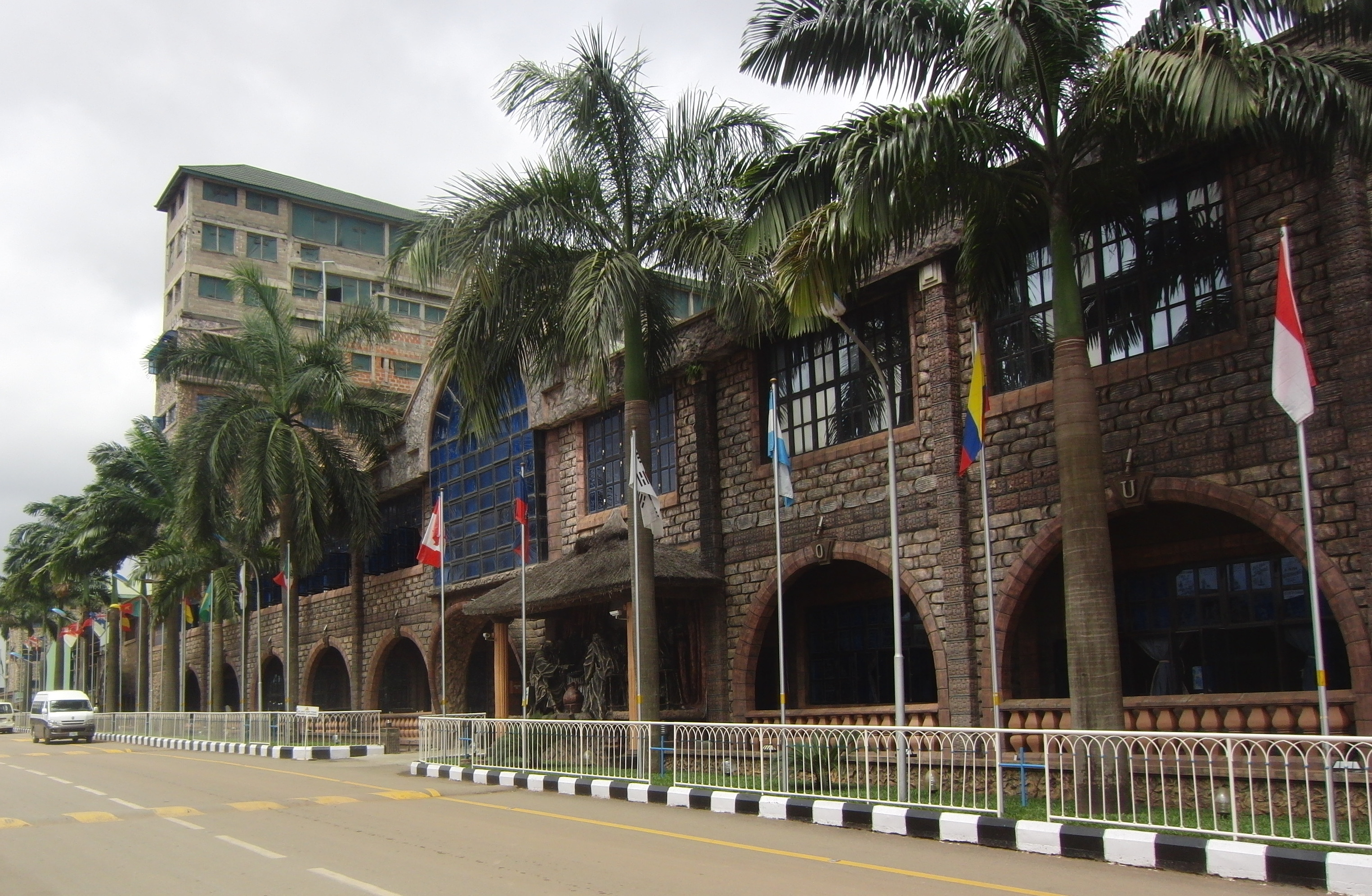
Synagogue-Church of all Nations

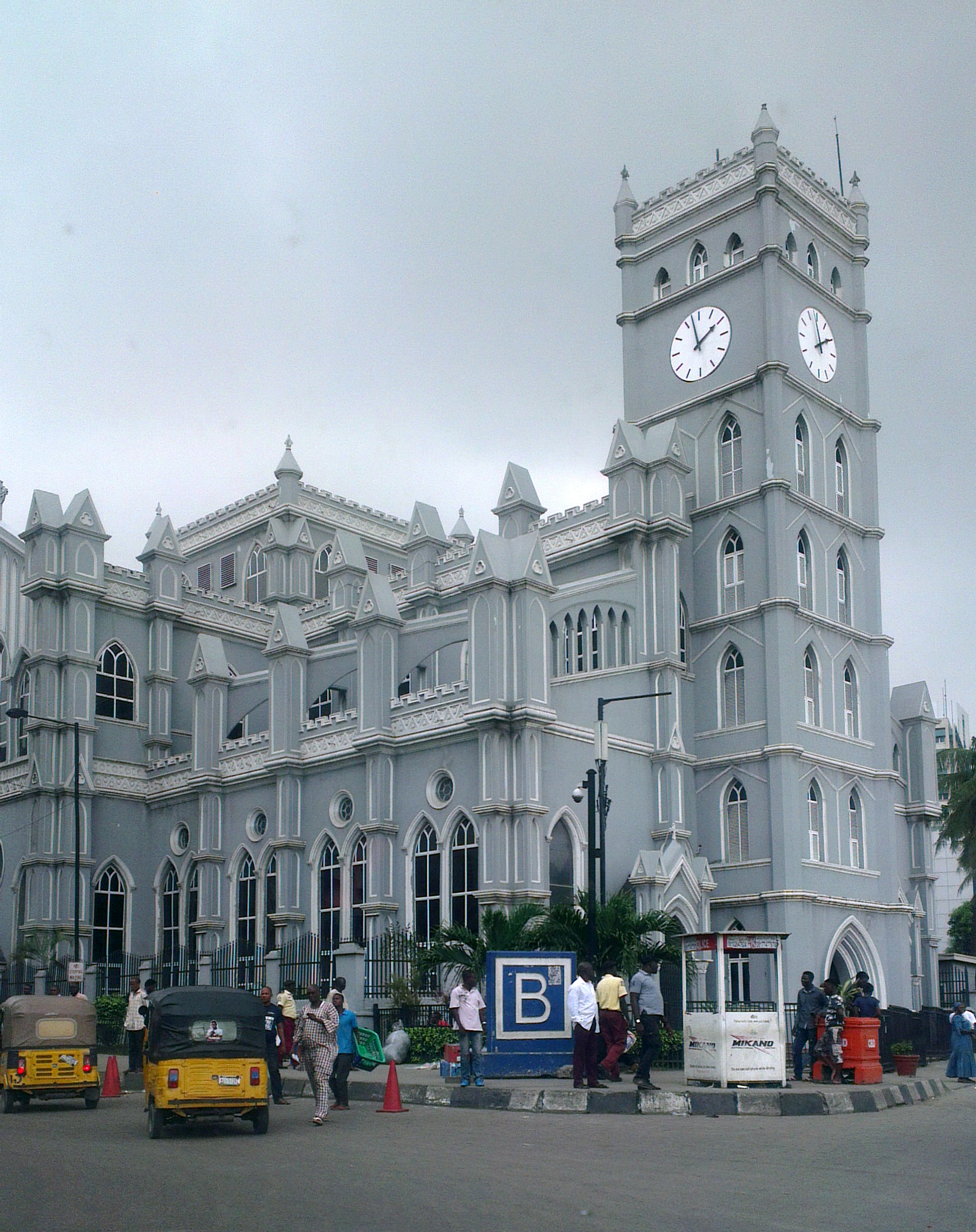
Cathedral Church of Christ

- Sinagoga Chiesa di tutte le Nazioni è stata costruita nel 2004
- Chiesa Cattedrale di Cristo nel centro di Lagos (quartiere Marina su Ikoyi)

### Edifici civili
Per l'architetto olandese Rem Koolhaas, lo sviluppo urbano di Lagos è esemplare per le metropoli del XXI secolo. Nel 2002, Lagos è stata una delle città piattaforma africana della mostra d'arte Documenta 11.
Un edificio molto suggestivo a Lagos è anche il Teatro Nazionale con la sua base ovale. Nell'edificio non solo vengono rappresentate opere teatrali, ma vengono anche esposte varie maschere e sculture. Da vedere anche il Surulere National Stadium, dove la nazionale di calcio della Nigeria gioca le sue partite internazionali.
Lagos Island, Ikoyi e Victoria Island sono collegate alla terraferma di Lagos da tre ponti: l'Eko Bridge, il Carter Bridge e il Third Mainland Bridge. Dal 1933 al 1969, il Carter Bridge è stato l'unico collegamento con l'isola di Lagos, un fatto che ha causato un'enorme congestione del traffico, dato che quasi tutti i ministeri erano situati sull'isola in quel periodo. La costruzione del "4° ponte sulla terraferma", che è in discussione dal 2003, inizierà "quest'anno", secondo un discorso di Capodanno del governatore Sanwo-Olu il 3 gennaio 2022.

### Parchi e piazze

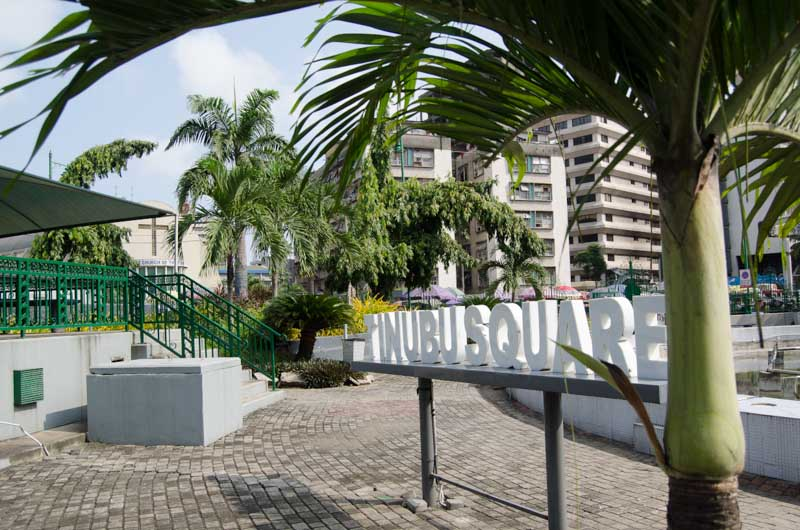
Tinubu Square

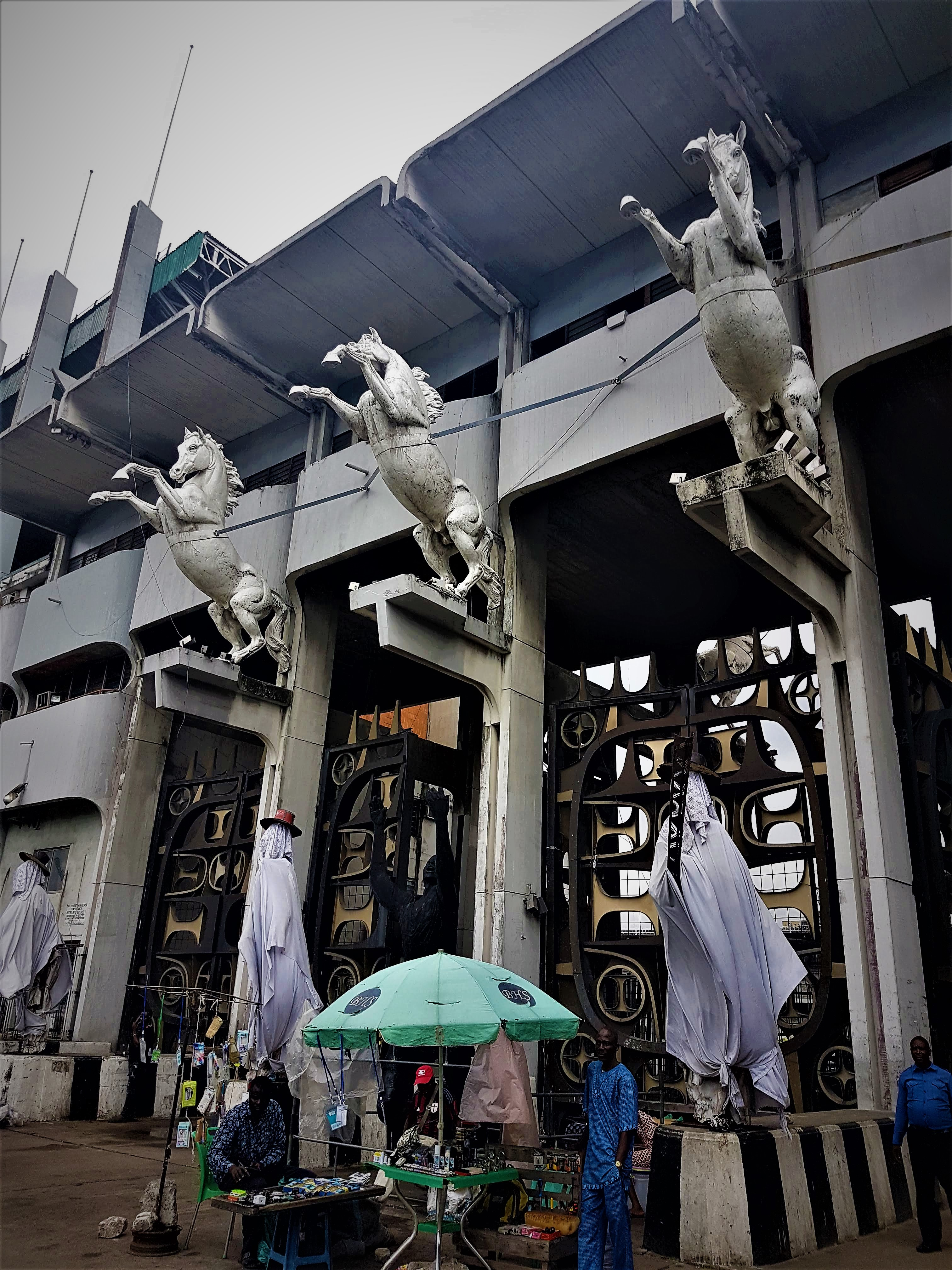
Tafawa Balewa Square

Freedom Park è un parco commemorativo e ricreativo nel mezzo del centro di Lagos, sull'isola di Lagos, in Nigeria, che in precedenza era la prigione di Broad Street di Sua Maestà. È stato progettato dall'architetto Theo Lawson. Il parco è stato costruito per preservare la storia e il patrimonio culturale dei nigeriani. I monumenti nel parco commemorano il patrimonio coloniale di Lagos e la storia della prigione di Broad Street di Sua Maestà. È stato eretto in occasione delle celebrazioni del 50º anniversario dell'indipendenza nell'ottobre 2010. Il parco è un memoriale nazionale, un punto di riferimento storico, un sito culturale e un centro artistico e ricreativo. Ora un luogo tranquillo per gli individui, i visitatori e la contemplazione collettiva, il parco è aperto al pubblico tutti i giorni. Oggi, Freedom Park è diventato un luogo di ritrovo per vari eventi sociali e di intrattenimento ricreativo.
Tinubu Square (ex Independence Square) è uno spazio aperto su Broad Street, Lagos Island, Stato di Lagos, Nigeria, che prende il nome dal commerciante di schiavi, mercante e aristocratico Efunroye Tinubu. In precedenza si chiamava Ita Tinubu prima di essere rinominata Independence Square e successivamente Tinubu Square dai leader della Prima Repubblica Nigeriana dopo l'indipendenza della Nigeria. Tafawa Balewa Square, (TBS) è una piazza cerimoniale (originariamente chiamata Race Course) a Lagos Island, Lagos.
Tafawa Balewa Square è una piazza cerimoniale (originariamente chiamata "Race Course") a Lagos Island, Lagos. All'ingresso della piazza ci sono enormi sculture di quattro cavalli bianchi che si librano sul cancello e sette aquile rosse, che sono simboli dello stemma nazionale e rappresentano rispettivamente forza e dignità. Altri monumenti nella piazza includono la Remembrance Arcade (con memoriali alle vittime della prima guerra mondiale, della seconda guerra mondiale e della guerra civile nigeriana) e la Independence House di 26 piani, costruita nel 1963 e a lungo l'edificio più alto della Nigeria.

### Natura

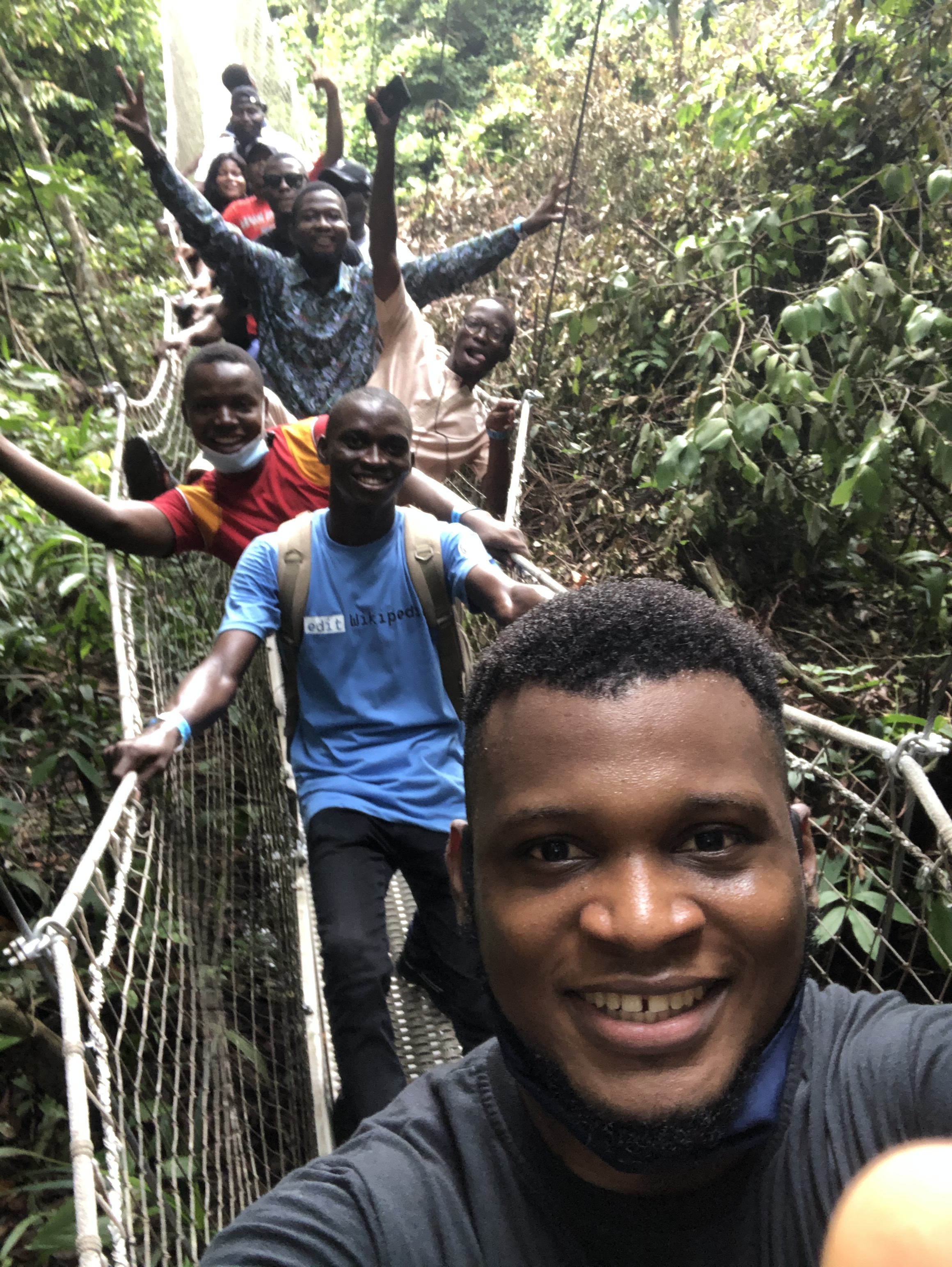
La passerella del Lekki Conservation Centre

Nell'est della città si trova il Lekki Conservation Centre, dove tra l'altro è stata costruita la più lunga passerella dell'Africa che passa sotto la chioma degli alberi della foresta (Canopy walkway).

### Spiagge
Lagos ha un certo numero di spiagge sabbiose sull'Oceano Atlantico, tra cui Elegushi Beach e Alpha Beach. Lagos ha anche un certo numero di stabilimenti balneari privati, tra cui Inagbe Grand Beach Resort e diversi altri nella periferia.

## Cultura
Lagos è diventato un luogo importante per l'identità culturale degli africani.
Lagos è il centro culturale della Nigeria. La città è sede del centro dell'industria cinematografica nigeriana, a volte chiamata Nollywood.
Ci sono anche diversi cinema in città; i film in lingua Yoruba hanno particolarmente successo, ma anche i film Hindi sono molto popolari. Lagos ospita il National Arts Theatre, uno dei teatri più importanti della Nigeria.

### Musei
Il Museo Nazionale di Onikan, sull'isola di Lagos, ospita collezioni archeologiche ed etnografiche e arte tradizionale. C'è la possibilità di acquistare arti e mestieri nigeriani nel centro artigianale adiacente. Al mercato Jankara dell'isola è permesso mercanteggiare. Qui vengono offerte spezie, cotone stampato e tessuti a mano, nonché articoli in pelle.

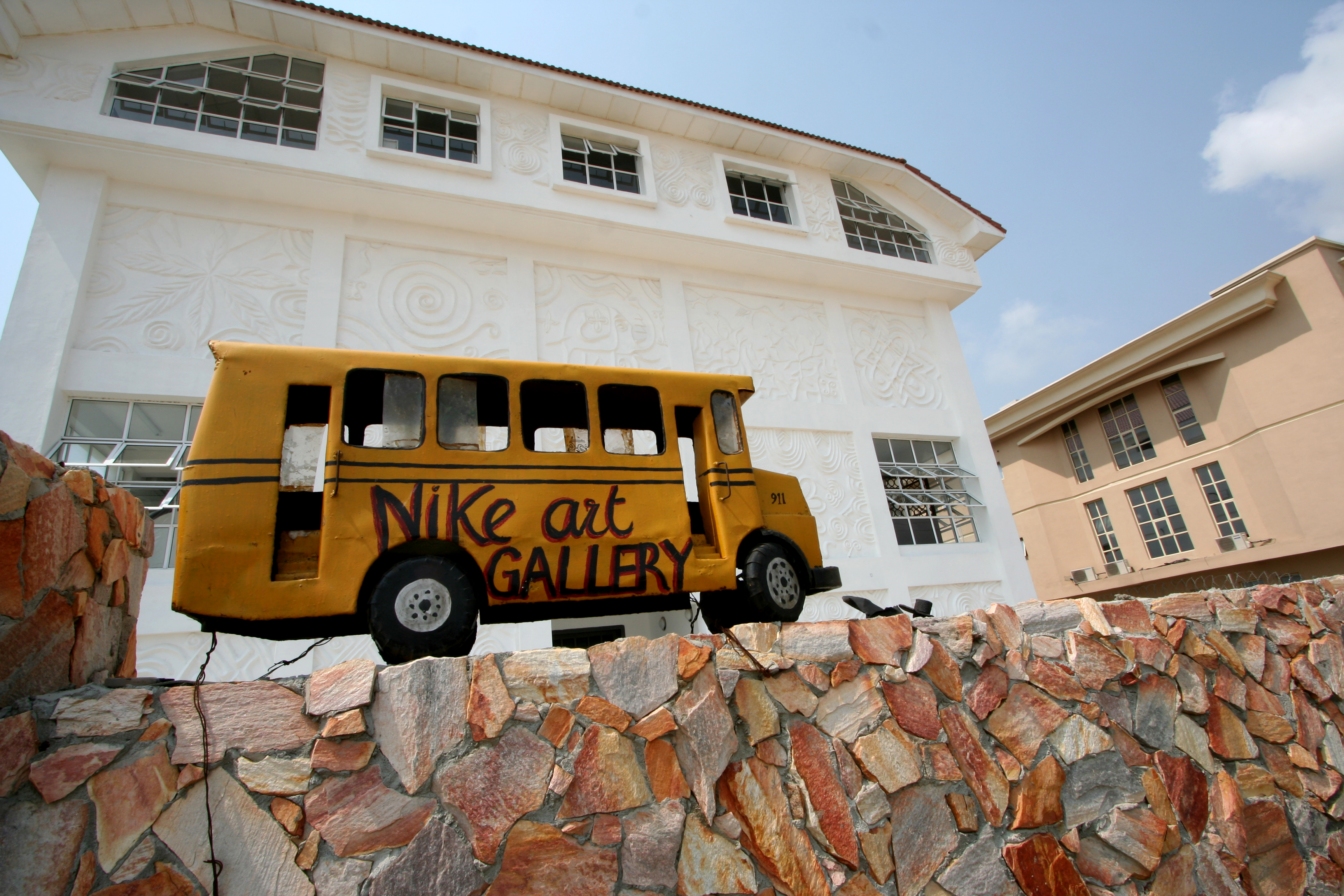
Nike Art Gallery nel quartiere di Lekki

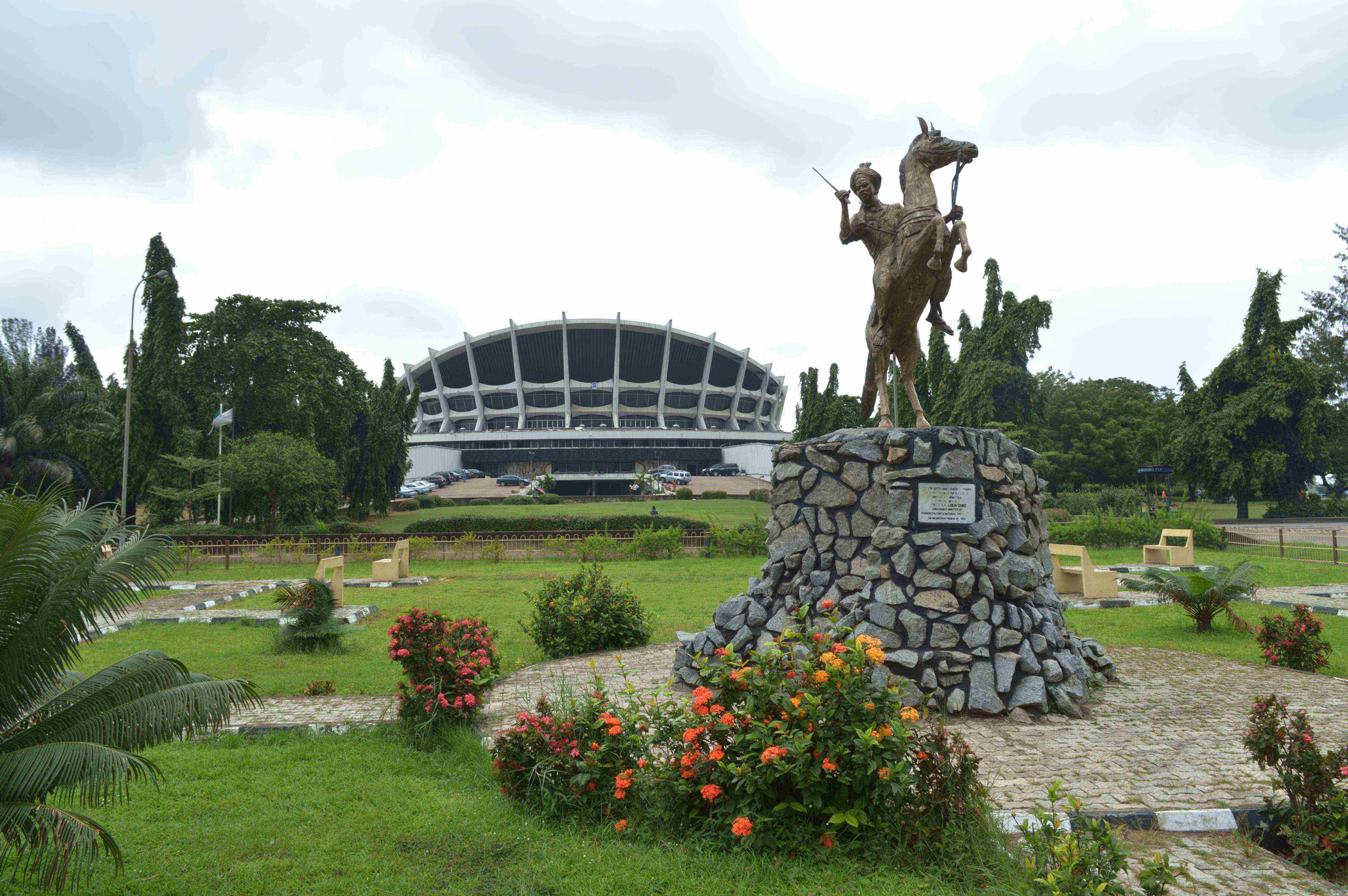
National Arts Theatre

La Nike Art Gallery è una galleria d'arte a Lagos di proprietà di Nike Davies-Okundaye. La galleria è probabilmente la più grande del suo genere in Africa occidentale. Si trova in un edificio di cinque piani e ha una collezione di circa 8.000 diverse opere d'arte di vari artisti nigeriani come Chief Josephine Oboh Macleod.

### Turismo e divertimento

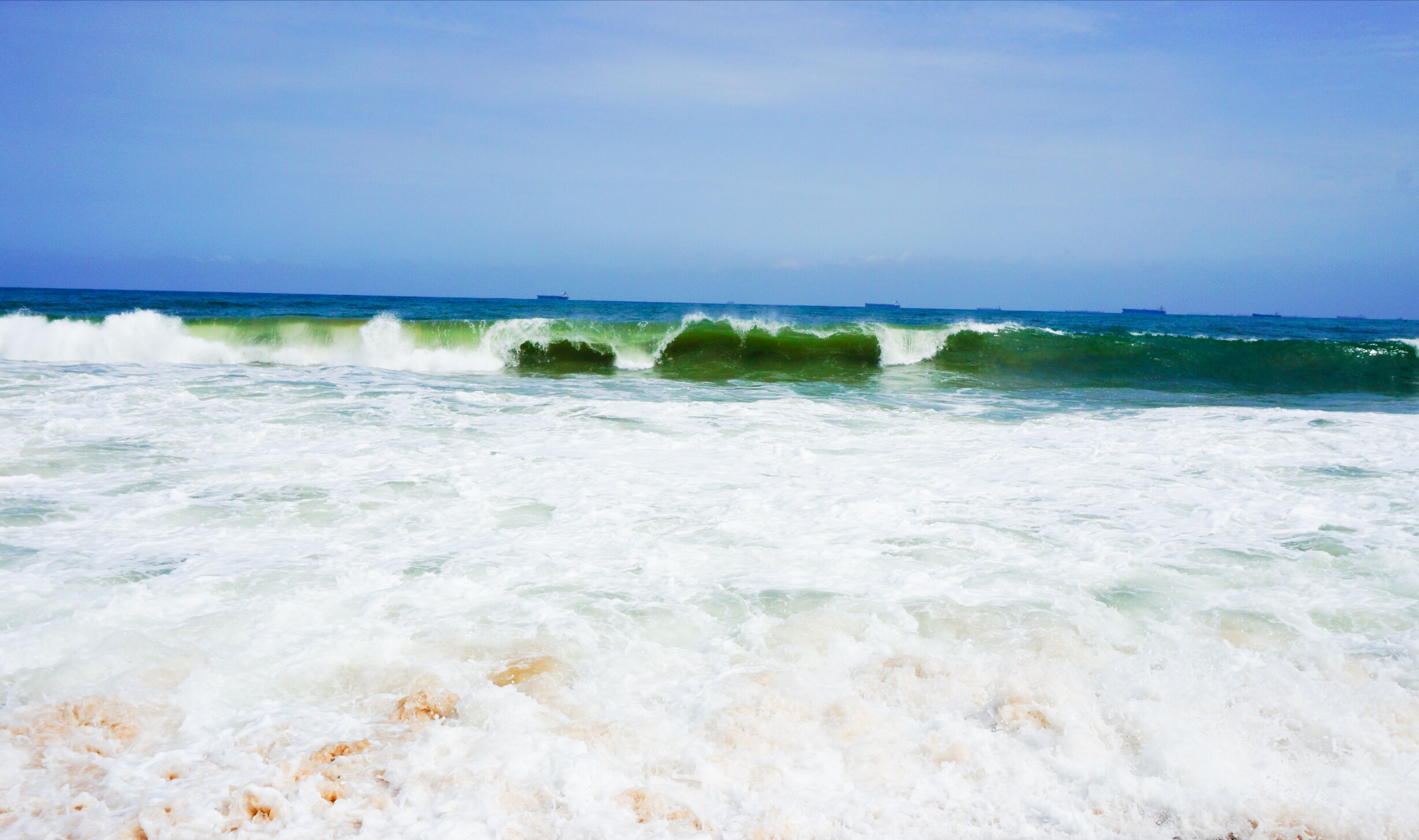
Spiaggia di Lekki a Lagos

Dopo la modernizzazione da parte della precedente amministrazione del governatore Raji Babatunde Fashola, Lagos sta gradualmente emergendo come una destinazione turistica importante ed è una delle più grandi città dell'Africa e del mondo. Lagos sta attualmente facendo dei passi per diventare una città mondiale ed è classificata come una città beta dal Globalization and World Cities Research Network. L'Eyo Carnival del 2009 (un festival annuale originario di Iperu Remo nello Stato di Ogun), tenutosi il 25 aprile, è stato un passo verso lo status di città mondiale. Attualmente, Lagos è conosciuta principalmente come una città orientata agli affari e dal ritmo veloce.

### Eventi
Lagos è sede di numerosi festival la cui offerta varia ogni anno e si svolge in mesi diversi. Alcuni dei festival includono il Book & Art Festival, la Festac Food Fair che si tiene ogni anno a Festac Town, l'Eyo Festival, il Lagos Black Heritage Carnival[27], il Lagos Carnival, l'Eko International Film Festival, il Lagos Seafood Festac Festival e il Lagos Photo Festival. La Lagos Jazz Series propone musica di tutti i generi con un'attenzione particolare al jazz. L'evento è stato lanciato nel 2010 e si svolge in un periodo di 3-5 giorni in luoghi esterni che cambiano. La musica include rhythm and blues, soul, afrobeat, hip-hop, bebop e jazz tradizionale.

### Altro
Lagos, come tutte le città della Nigeria, non è "LGBT-friendly". Nel gennaio 2019, Dolapo Badmos, il portavoce del Comando di polizia dello Stato di Lagos, ha avvertito gli omosessuali di fuggire dal paese o di affrontare il processo. In un post su Instagram, ha dichiarato: "Tutte le persone che hanno un orientamento omosessuale dovrebbero lasciare la Nigeria o rischiare di essere perseguite". Dolapo Badmos continua affermando che ci sono leggi in Nigeria che vietano i club, le associazioni e le organizzazioni omosessuali, e che chiunque vi sia associato può essere punito fino a 15 anni di prigione.

## Economia

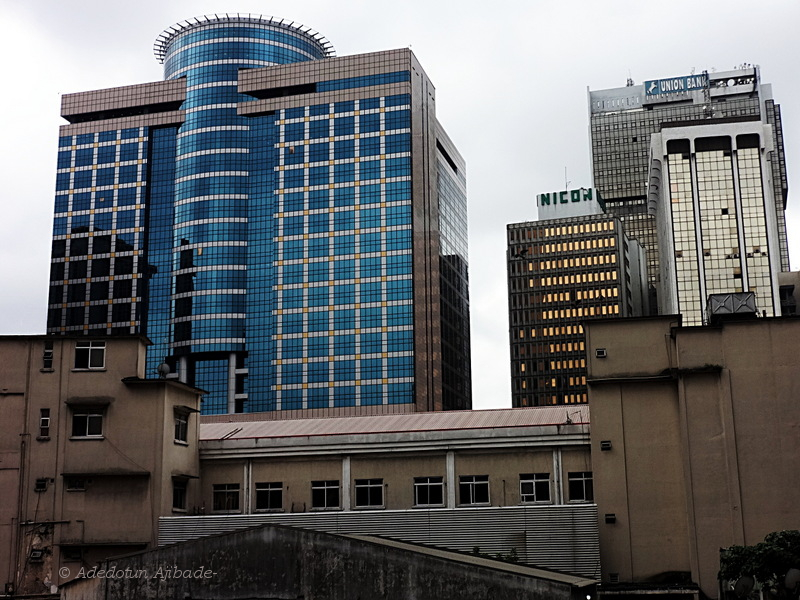
Il quartiere finanziario di Lagos con l'edificio della banca centrale

Lagos è il centro finanziario e bancario della Nigeria. Con la sua industria (tra cui Volkswagen), tre porti e il collegato aeroporto internazionale di Ikeja, Lagos è anche il centro economico del paese. Gli impianti industriali della città sono concentrati sull'isola di Iddo. Le tre strutture portuali di Lagos (anche per la consegna di benzina e diesel), Apapa (per il carico generale) e Tin Can Island (per i container) sono il più grande punto di trasbordo per le importazioni in Nigeria. Le esportazioni includono arachidi, prodotti di cotone, legname, cacao e olio di palma su larga scala. Nella città si fabbricano prodotti chimici, macchinari, veicoli a motore, apparecchiature elettroniche, birra, cibo e prodotti tessili.

### Industria dello spettacolo e media / "Nollywood"

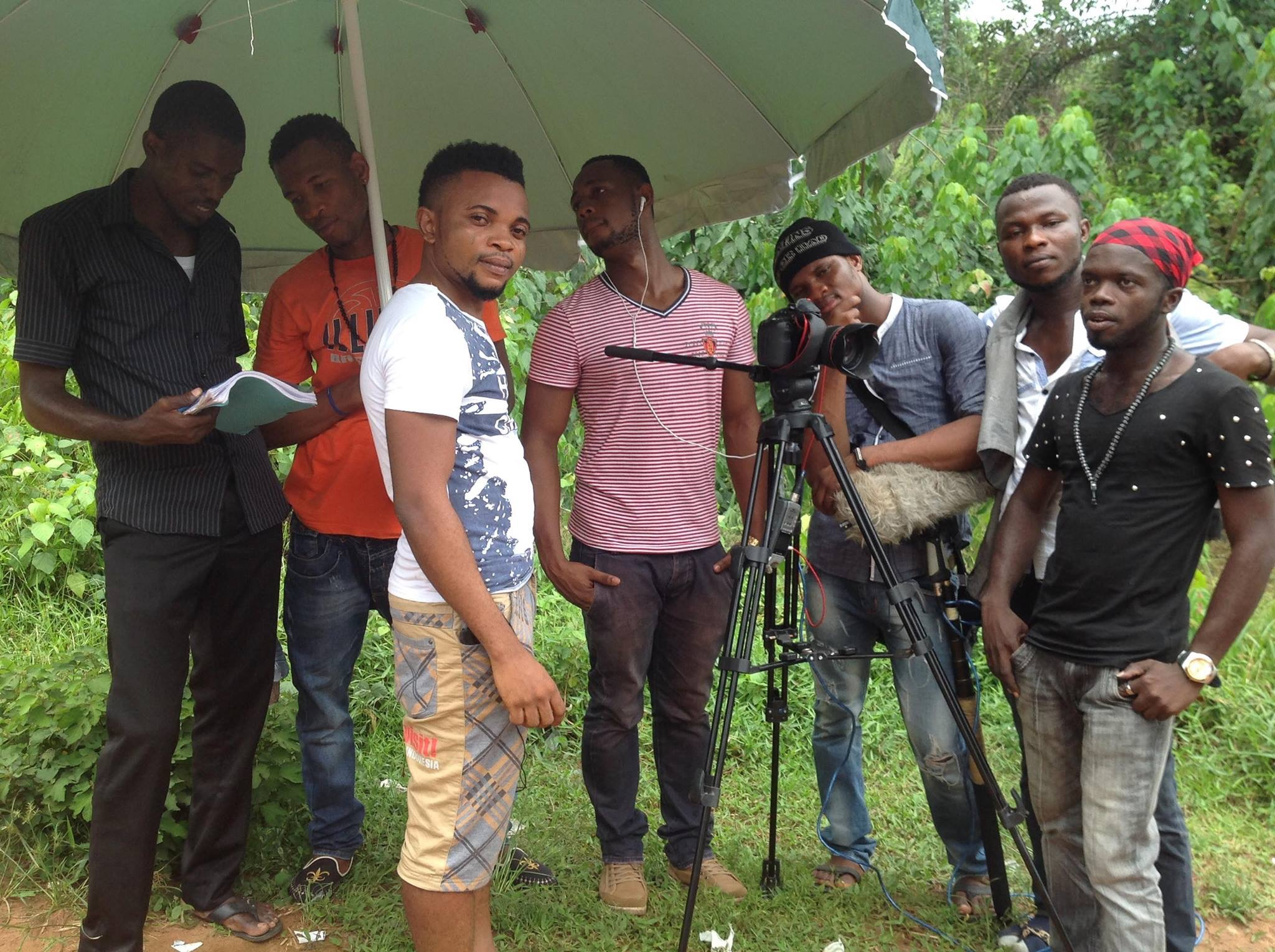
Riprese nel quartiere di Surulere

Lagos è il centro dell'industria cinematografica, musicale e televisiva dell'Africa occidentale. L'industria cinematografica nel distretto di Surulere è al secondo o terzo posto nel mondo, davanti o dietro Hollywood (film nigeriano), a seconda del sondaggio. PricewaterhouseCoopers Int. prevede che l'industria dell'intrattenimento nigeriana crescerà dell'85% fino a 15 miliardi di dollari.
Dal successo del thriller nigeriano "The Figurine", il cinema nigeriano si è sempre più rivolto a produzioni di alta qualità che hanno anche successo commerciale. Questo a sua volta ha portato a nuovi record al botteghino ("The Figurine" del 2009, "Half of a Yellow Sun" del 2013, "The Wedding Party" del 2016).

### Zona di libero scambio di Lekki

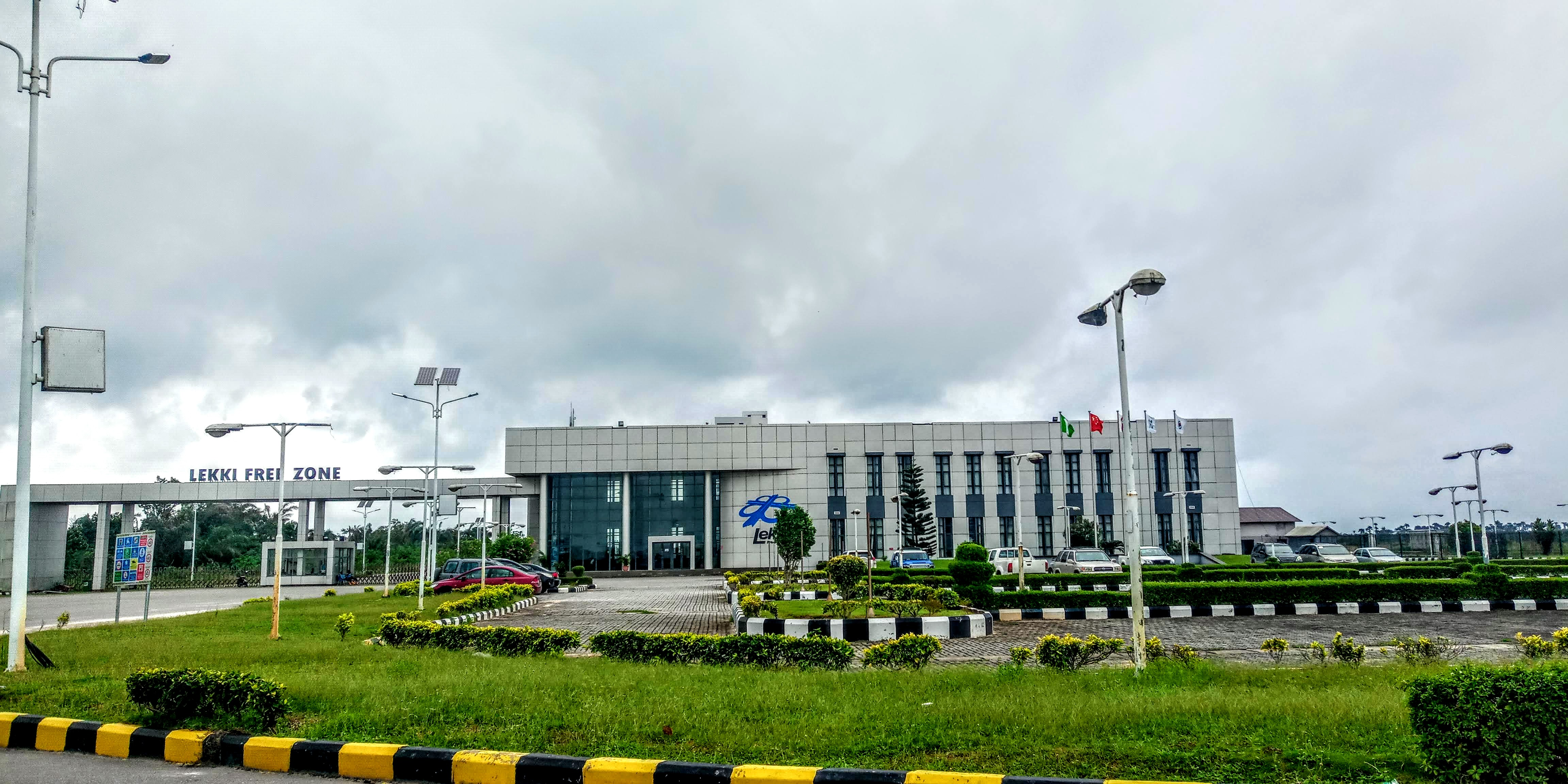
Zona di libero scambio di Lekki

La Lekki Free Trade Zone (Lekki FTZ) è una zona di libero scambio nella parte orientale di Lekki, che copre una superficie totale di circa 155 chilometri quadrati. La prima fase della zona ha una superficie di 30 chilometri quadrati, di cui circa 27 chilometri quadrati sono destinati allo sviluppo urbano, che dovrebbe ospitare un totale di 120.000 abitanti. Secondo il piano generale, la zona franca sarà sviluppata in una nuova città moderna all'interno della città, integrando industria, commercio, sviluppo immobiliare, magazzinaggio e logistica, turismo e intrattenimento.
La Lekki FTZ è divisa in tre distretti funzionali: il distretto residenziale al nord, il distretto industriale al centro e il distretto commerciale, di stoccaggio e di logistica al sud-est. Il "sottocentro" situato nel sud della zona deve essere sviluppato per primo. L'area è vicina alla zona di controllo doganale ed è principalmente per il commercio, la logistica e il magazzinaggio. La seconda fase si trova nel nord della zona, adiacente alla E9 Road (Highway), che servirà come quartiere centrale degli affari della zona libera. L'area lungo la E2 Road sarà sviluppata per imprese finanziarie e commerciali, immobili e strutture di supporto, industrie manifatturiere e di servizi di alto livello, ecc, collegandola al sub-centro della zona. L'area lungo la E4 Road sarà usata principalmente per la logistica e lo sviluppo della produzione/lavorazione industriale. Un certo numero di assi di collegamento con nodi di servizio multifunzionali sono anche previsti tra l'asse principale e il sotto-asse per servire l'intera Lekki FTZ. La raffineria Dangote è attualmente in costruzione nella zona franca di Lekki.
Un parco commerciale e logistico con una superficie totale di 1,5 chilometri quadrati sarà costruito nell'area di partenza della Lekki Free Trade Zone. Il parco sarà multifunzionale e integrerà il commercio, lo stoccaggio e le esposizioni. Secondo il piano del sito del parco, nel parco saranno costruite grandi strutture, tra cui il "Centro Internazionale delle Merci e del Commercio", il "Centro Internazionale di Esposizione e Conversazione", edifici industriali, magazzini logistici, edifici per uffici, hotel ed edifici residenziali.

### Raffineria di petrolio

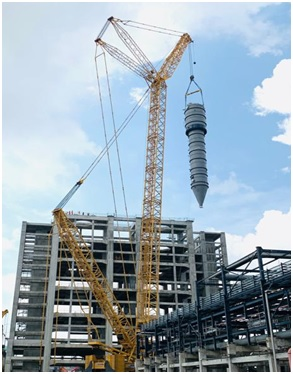
Costruzione della raffineria Dangote

Finora, paradossalmente, la Nigeria, esportatrice di petrolio, doveva importare i suoi derivati del petrolio (principalmente la benzina) e i sottoprodotti della lavorazione del petrolio come il polipropilene. Per questo motivo, il Dangote Group ha costruito una raffineria di petrolio nel distretto di Lekki, che dovrebbe entrare in funzione nel 2022 (da dicembre 2021). Gli annunci di lavoro per questo sono stati messi nel novembre 2021. La raffineria dovrebbe trattare 650.000 barili di petrolio al giorno in piena attività e produrre 327. 000 barili di benzina, 244.000 barili di diesel, 56.000 barili di carburante per aerei, 800 megatonnellate di propano, 2.500 megatonnellate di polipropilene e 100 megatonnellate di zolfo. 9.000 posti di lavoro diretti e 25.000 indiretti saranno creati dalla raffineria.

### Industria automobilistica
L'ex manager della Mercedes Oluwatobi Ajayi ha fondato "Nord Automobiles Ltd" nel distretto di Sangotedo nel 2018. Ha beneficiato del declino della naira, che ha reso l'importazione di veicoli inaccessibile per molti nigeriani. Nord ha due stabilimenti di assemblaggio a Lagos: uno stabilimento di 2.100 m² a Sangotedo, dove tutti gli otto modelli sono attualmente assemblati; il secondo stabilimento di 5.400 m² a Epe è ancora in costruzione. Una volta completato, l'assemblaggio dei modelli sarà trasferito al nuovo stabilimento, mentre la fabbricazione dei componenti avrà luogo a Sangotedo. L'azienda produce attualmente le proprie parti in plastica e prevede di assumere lo stampaggio dell'acciaio in futuro. "Nel nuovo stabilimento, potremmo produrre circa 1.000 veicoli al mese. Ma il mercato non è ancora abbastanza grande da giustificare un assemblaggio su quella scala. Vendiamo ufficialmente solo da settembre e i nostri ordini aumentano del 20-30% al mese", aggiunge Ajayi. L'azienda offre otto diversi modelli, con il pick-up da 3 tonnellate, il Nord Tank, che è il più popolare. Gli altri sono il Nord Max (pick-up da 2,6 tonnellate), il Nord A3 (berlina), il Nord A5 (SUV di lusso), il minibus Nord Flit, il Nord Yarn e il Nord Tripper.

### Azienda di software

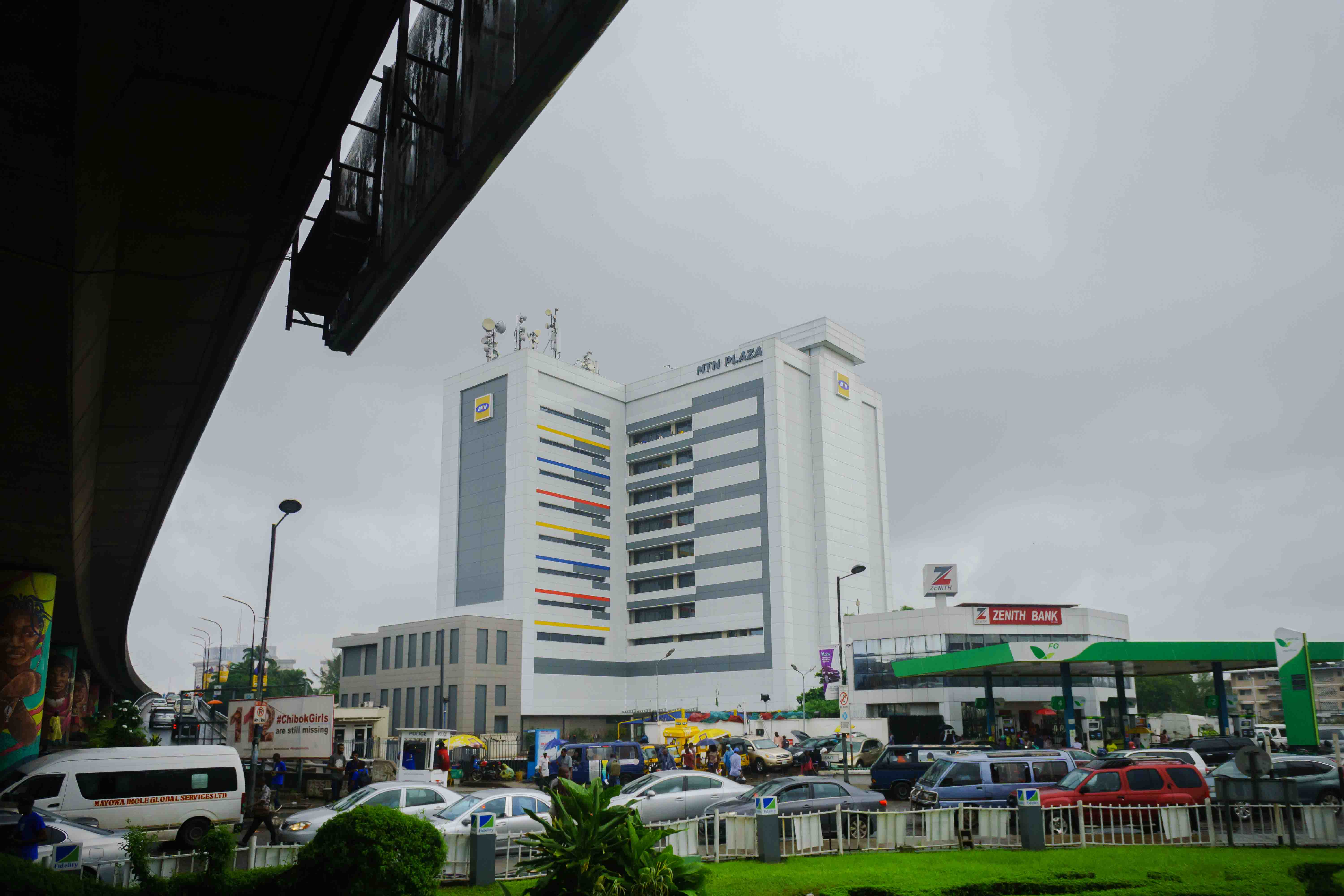
Edificio MTN a Ikoyi, Lagos

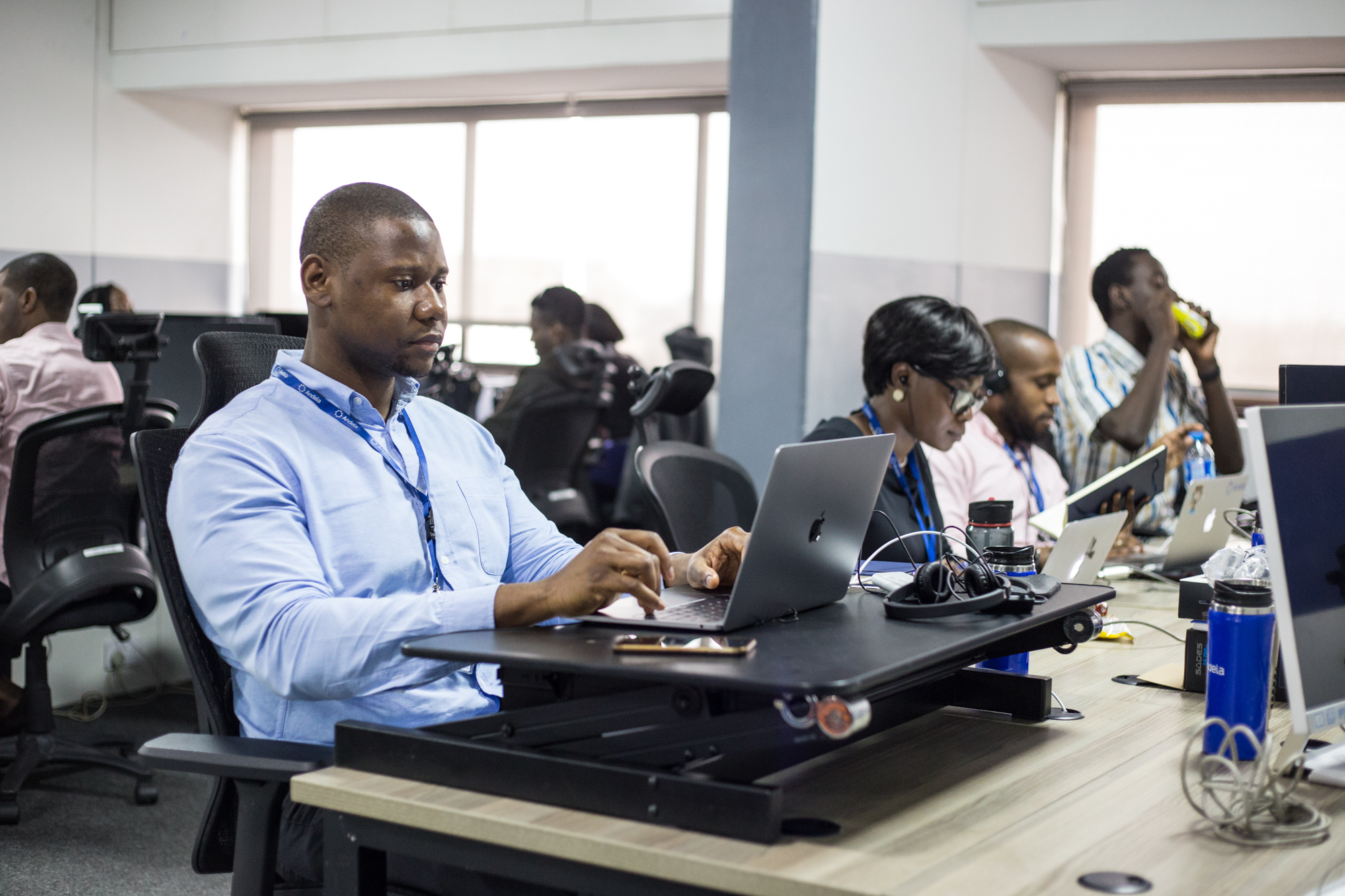
Formatore e reclutatore IT Andela, Lagos

Le software house di Lagos lavorano principalmente nelle telecomunicazioni, nelle banche e nei servizi di istruzione/impiego. Sono concentrati nei quartieri di Lekki e Ikeja. MTN mantiene la prima e ancora predominante rete 4G in Nigeria. Airtel è un altro fornitore 4G. 9Mobile e Dataflex sono fornitori di internet. Flutterwave è nel business delle carte di credito virtuali. Opay è una piattaforma per le prenotazioni online. Paystack è usato dai nigeriani che ricevono regolarmente pagamenti dall'estero. Andela forma ingegneri del software e li inserisce nel mercato del lavoro nigeriano. ULesson mantiene una piattaforma su cui vengono presentati i contenuti di apprendimento della scuola secondaria. Hotels.ng permette di effettuare prenotazioni di hotel in tutta l'Africa.

## Infrastrutture e trasporti

### Porto

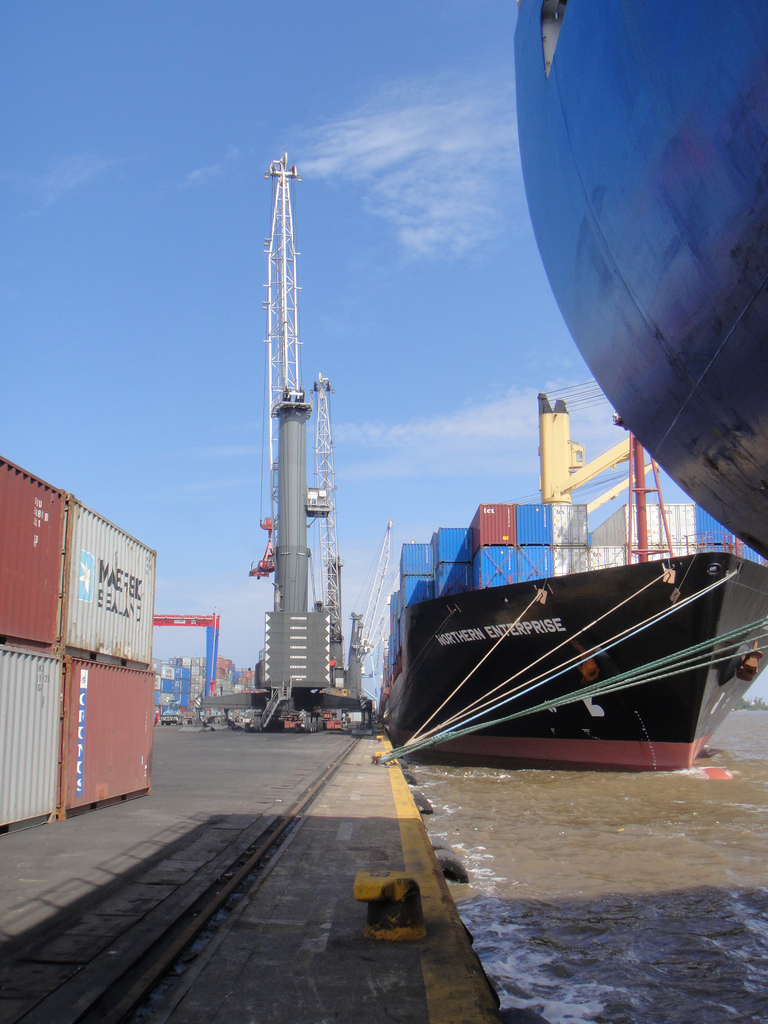
Impianto portuale di Apapa, Lagos

Il porto di Lagos appartiene alla categoria dei "porti di medie dimensioni", ma è di importanza centrale per la logistica in Africa occidentale e centrale. I seguenti tipi di navi fanno regolarmente scalo nel porto di Lagos: Pescherecci (18%), navi container (14%), petroliere/chimiche (13%), portarinfuse (12%), navi da rifornimento offshore (5%). La lunghezza massima delle navi che hanno fatto scalo in questo porto è di 279 m. Il pescaggio massimo è di 13,5 m. La capacità massima di trasporto è di 113.306 t. Il terminal più grande si trova nel quartiere di Apapa (Apapa Quays). La maggior parte delle merci generiche viene gestita qui. Tra l'altro, Apapa ospita un porto per container di proprietà della compagnia danese A.P. Møller-Mærsk, del valore di oltre un miliardo di dollari.
Il prossimo terminale più grande si trova su Tin Can Island. Qui vengono gestiti container e merci alla rinfusa. La capacità di stoccaggio dei silos è di 28.000 tonnellate di grano, che viene trasportato dalla Fleetwood Transportation. Frumento, mais e malto sono gestiti al terminale e circa 4000 tonnellate di grano possono essere consegnate ogni giorno. Le strutture portuali possono gestire navi con una capacità di circa 30.000 tonnellate. C'è anche un impianto di insaccamento del grano (Tin Can Island Port) sul sito.
In terzo luogo, c'è il porto petrolifero di Lagos a nord di Apapa Quays.

### Ferrovie

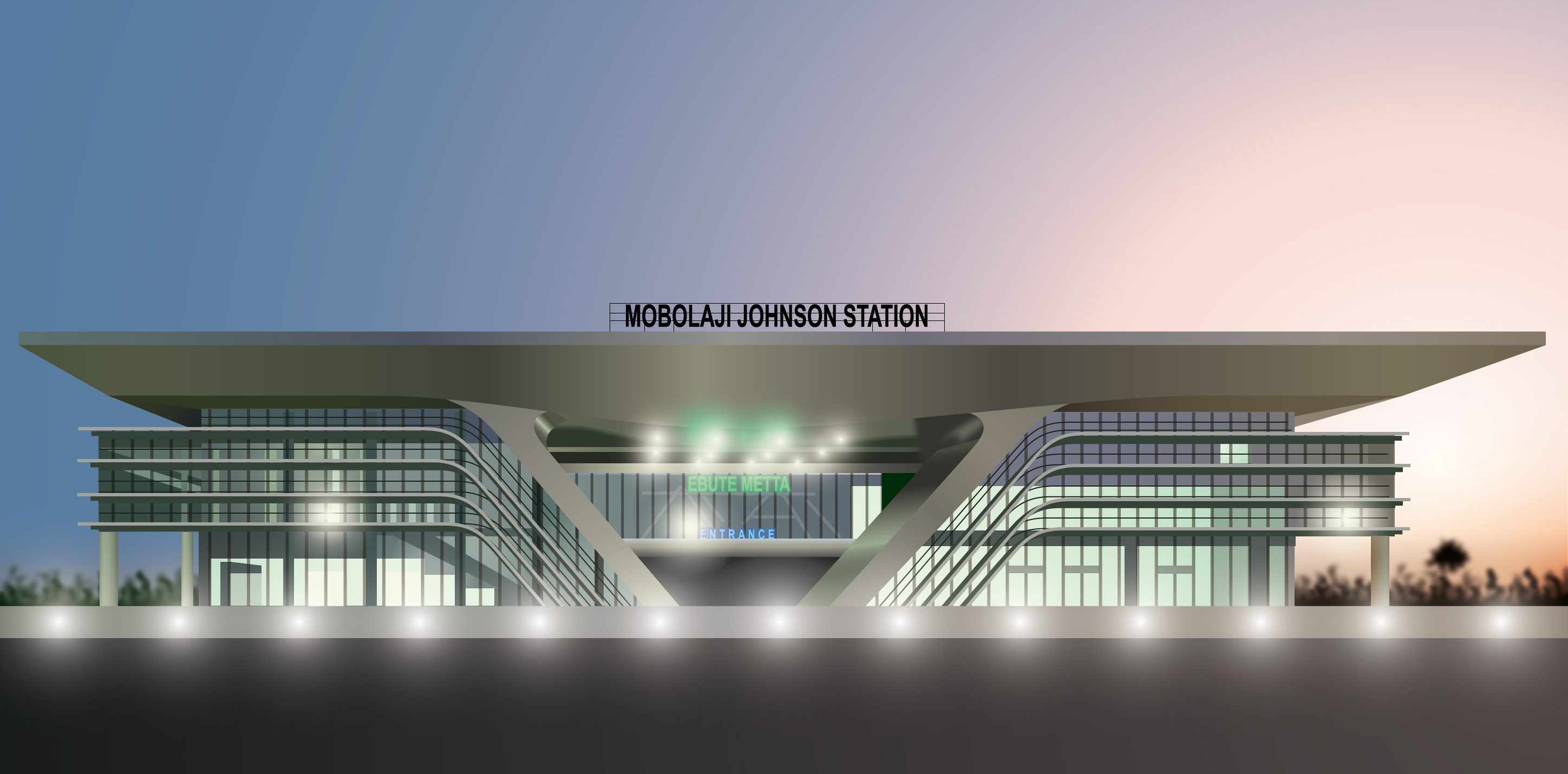
La nuova stazione centrale di Lagos, Mobolaji Johnson

Dal 2021, Lagos ha un doppio collegamento ferroviario con la terza città più grande del paese, Ibadan. Allo stesso tempo, il presidente Buhari ha inaugurato la nuova stazione ferroviaria principale di Lagos, Mobolaji Johnson.
Due volte al giorno (8:00 e 16:00), un treno va a Ibadan. La puntualità e la pulizia sono elogiate. Il viaggio dura due ore.

## Amministrazione

### Gemellaggi
- Atlanta[34]
- Bruxelles
- Bucarest
- Il Cairo
- Cotonou
- Taegu
- Fukuoka
- Istanbul
- Jaipur
- Montego Bay
- Newcastle upon Tyne
- Norimberga
- Olimpia
- Port of Spain
- Ra'anana
- Rio de Janeiro
- Salcedo
- Salisburgo
- Taipei
- Tbilisi
- Santa Fe